# Parsonsia oligantha
Parsonsia oligantha là một loài thực vật có hoa trong họ La bố ma. Loài này được (K.Schum.) Mabb. mô tả khoa học đầu tiên năm 1997.